# Elaine Welteroth
Elaine Marie Welteroth (Newark, 10 dicembre 1986) è una giornalista e conduttrice televisiva statunitense.

## Biografia
Elaine Welteroth è nata il 10 dicembre del 1986 a Newark, in California. Suo padre è di origine tedesca e irlandese, mentre sua madre è afroamericana. È cresciuta con la sua famiglia a Fremont, in California. Nel 2004 si è diplomata alla Newark Memorial High School, mentre nel 2007, si è laureata alla Sacramento State University.

## Carriera
Il suo primo lavoro è stato quello di mascotte per il suo Hometown Buffet, indossando un costume da uccello. Dopo la laurea presso la California State University-SacramentoIn, si è assicurata uno stage presso la società di pubblicità, marketing e pubbliche relazioni Ogilvy & Mather. È poi diventata una produttrice di contenuti per SomaGirls. TV, una società di media digitali. Successivamente ha incomiciato a lavorare nel settore delle riviste presso la rivista Ebony. Alla ricerca del tirocinio, Welteroth scrisse una lettera ad Harriette Cole, allora caporedattore della rivista, una lettera chiedendole un colloquio. Cole ha dato a Welteroth la possibilità di assistere a un servizio fotografico per la copertina di Serena Williams a Los Angeles. Impressionato dalla professionalità di Welteroth sul set, Cole ha deciso di farla volare via per uno stage alla Ebony e successivamente Welteroth divenne la sua assistente.
Welteroth, nel 2011, è diventata l'editor Beauty & Style per la rivista Glamour e poi Senior Beauty Editor. Nrll'ottobre del 2012 è diventata Beauty & Health Director di Teen Vogue, diventando così la prima afroamericana a ricoprire questa posizione. Nel 2016, è stata nominata editor di Teen Vogue, sostituendo Amy Astley.
Il 1º dicembre 2020, è stato annunciato che Welteroth avrebbe incominciato a sostituire Eve nel talk show, The Talk. Nove mesi dopo, è stato annunciato che Welteroth non sarebbe stata più nello show.

### Teen Vogue
Welteroth è stata apprezzata dal pubblico, soprattutto per aver ampliato alcuni contenuti su Teen Vogue, come la politica e la giustizia sociale. Il primo numero di Welteroth come editore di Teen Vogue aveva Willow Smith, la figlia di Will Smith e Jada Pinkett Smith, in copertina. Ha anche dato il via al "Teen Vogue Book Club". Nel dicembre 2016 ha inserito in una rivista anche una conversazione sull'istruzione mondiale delle ragazze, tra l'attrice americana Zendaya e l'ex First Lady degli Stati Uniti Michelle Obama.
Il 7 dicembre 2016, Teen Vogue è apparsa, in una puntata della famosa sitcom della ABC Black-ish.

## Vita privata
Nel 2016, Welteroth si è fidanzata con il musicista Jonathan Singletary, con il quale si è sposata nel maggio 2020.

## Filmografia

### Attrice
- Black-ish (2016)[25]
- Grown-ish (2018)[26]
- Insecure (2021)[27]

### Sceneggiatrice
- Grown-ish[28] (1x04)

## Pubblicazioni
- More Than Enough: Claiming Space for Who You Are, New York, Viking Press, 2019, ISBN 9780525561583, OCLC 1103468376.[29][30][31][32]

## Doppiatrici italiane
Nelle versioni in italiano dei suoi film, Elaine Welteroth è stata doppiata da:
- Cristina Poccardi in Grown-ish